# Tadeu Jones 3: La taula maragda
Tadeu Jones 3: La taula maragda (originalment en castellà, Tadeo Jones 3: La tabla esmeralda) és una pel·lícula d'animació espanyola de 2022, dirigida per Enrique Gato. És la tercera entrega de la sèrie cinematogràfica de Tadeu Jones, després de la publicació el 2017 de Tadeu Jones 2: El secret del rei Mides. Escrita per Manuel Burque i Josep Gatell, està produïda per Ikiru Films, Lightbox Animation Studios i Telecinco Cinema. Es va estrenar el 26 d'agost de 2022 amb doblatge en català, versió que va ser dirigida per Maria Lluïsa Magaña a partir d'una traducció de Dani Solé. La versió doblada al català va arribar a 38 cinemes amb la distribució de Paramount Pictures.

## Sinopsi
A en Tadeu li agradaria molt que els seus col·legues arqueòlegs l'acceptessin, però destrossa un sarcòfag i desencadena un conjur que posa en perill la vida dels seus amics, Només tindrà l'ajut de la Sara per acabar amb la maledicció de la mòmia.